# Гордовський Порфирій Іванович
Гордовський Порфирій Іванович — церковний діяч УАПЦ, адміністративний підполковник Армії УНР. Уродженець села Жовнине Чорнобаївського району. В серпні 1919 р. був присутній на зборах Кирило-Мефодіївського Брацтва в Кам'янці-Подільському. Наприкінці 1921 був заступником військового міністра Юрія Вовка з питань забезпечення армії УНР. 1925–1926 рр. — секретар Президії ВПЦР. Був заарештований у 1928 р. і засланий за деякими відомостями до Казахстану, а потім до Киргизстану. Із заслання не повернувся.